# Snelbus

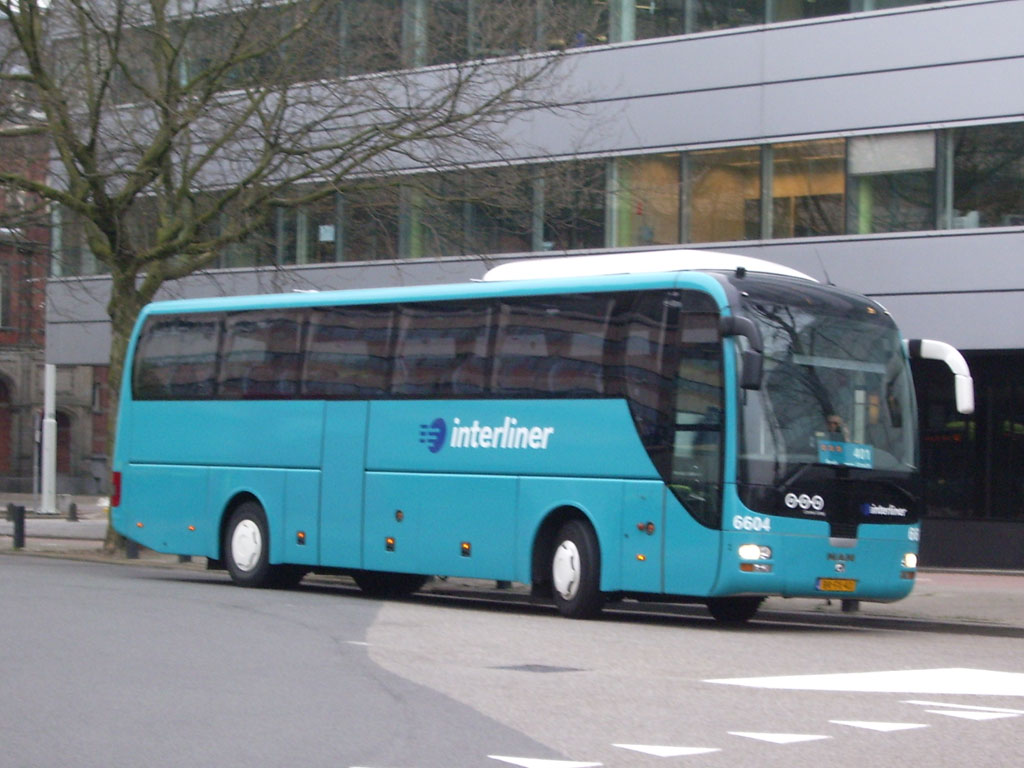
De Interliner is een voorbeeld van een snelbus.

Een snelbus is een busverbinding die alleen de belangrijkste haltes aandoet, en daardoor een traject sneller kan afleggen. Snelbussen worden meestal ingezet op lange routes tussen grotere plaatsen, bijvoorbeeld pendelbussen tussen steden.
Een snelbus dient zich vanzelfsprekend aan de verkeersregels te houden, zonder busbaan staat deze ook voor rood licht of in de file.

## Nederland
Voorbeelden van snelbussen in Nederland zijn de snelBuzz, Brabantliner, Qliner en de in 2015 als merknaam verdwenen Interliner. Deze rijden vaak over snelwegen. Dit zijn vormen van hoogwaardig openbaar vervoer, en er geldt een speciaal tarief voor.
Op sommige trajecten van gewone bussen in Nederland rijdt een snelbus als aanvulling op de standaarddienstregeling, met name tijdens de spitsuren. Deze bussen werden vroeger vaak onderscheiden door een 'S' achter het reguliere lijnnummer. In deze bussen geldt over het algemeen het normale tarief.

## België
Ook in België volgen snelbussen vaak de snelweg: zo volgt de snelbus tussen Bocholt en Antwerpen voor een stuk de E313, waarvan het laatste gedeelte zelfs op een eigen busstrook.
Andere snelbuslijnen volgen het traject van een gewone bus, maar stoppen minder vaak: zo stopt snelbus 58S (Gent-Eeklo) slechts één- à tweemaal per dorp, waar de gewone bus om de 500 à 800 m een halte heeft. 
Om de studenten vanuit Maaseik en Hamont naar Leuven en Brussel te brengen zijn er ook snelbussen, die via de E314 rijden. Deze bussen rijden enkel op vrijdag- en zondagavond en worden uitgevoerd met comfortabele autocars. 
Sinds 23 september 2012 zijn de tarieven wel verhoogd voor de lijnen 68 (Antwerpen - Bocholt), 178 (Brussel VUB - Leuven - Maaseik) en 179 (Brussel VUB - Leuven - Hamont). Deze lijnen waren immers sterk verlieslatend omwille van opgelegde maximumtarieven en dreigden afgeschaft te worden. Voor studenten ging de prijs van €2 naar €3,50 ongeacht de afstand; een abonnement van De Lijn is niet meer geldig. Voor woon-werkverkeer zijn de tarieven vergelijkbaar geworden met de prijs van een treinrit.